# Рорбах (Заальфельд-Рудольштадт)
Рорбах (нім. Rohrbach) — громада в Німеччині, розташована в землі Тюрингія. Входить до складу району Заальфельд-Рудольштадт. Складова частина об'єднання громад Міттлерес-Шварцаталь.
Площа — 3,86 км2. Населення становить 182 ос. (станом на 31 грудня 2021).

## Галерея

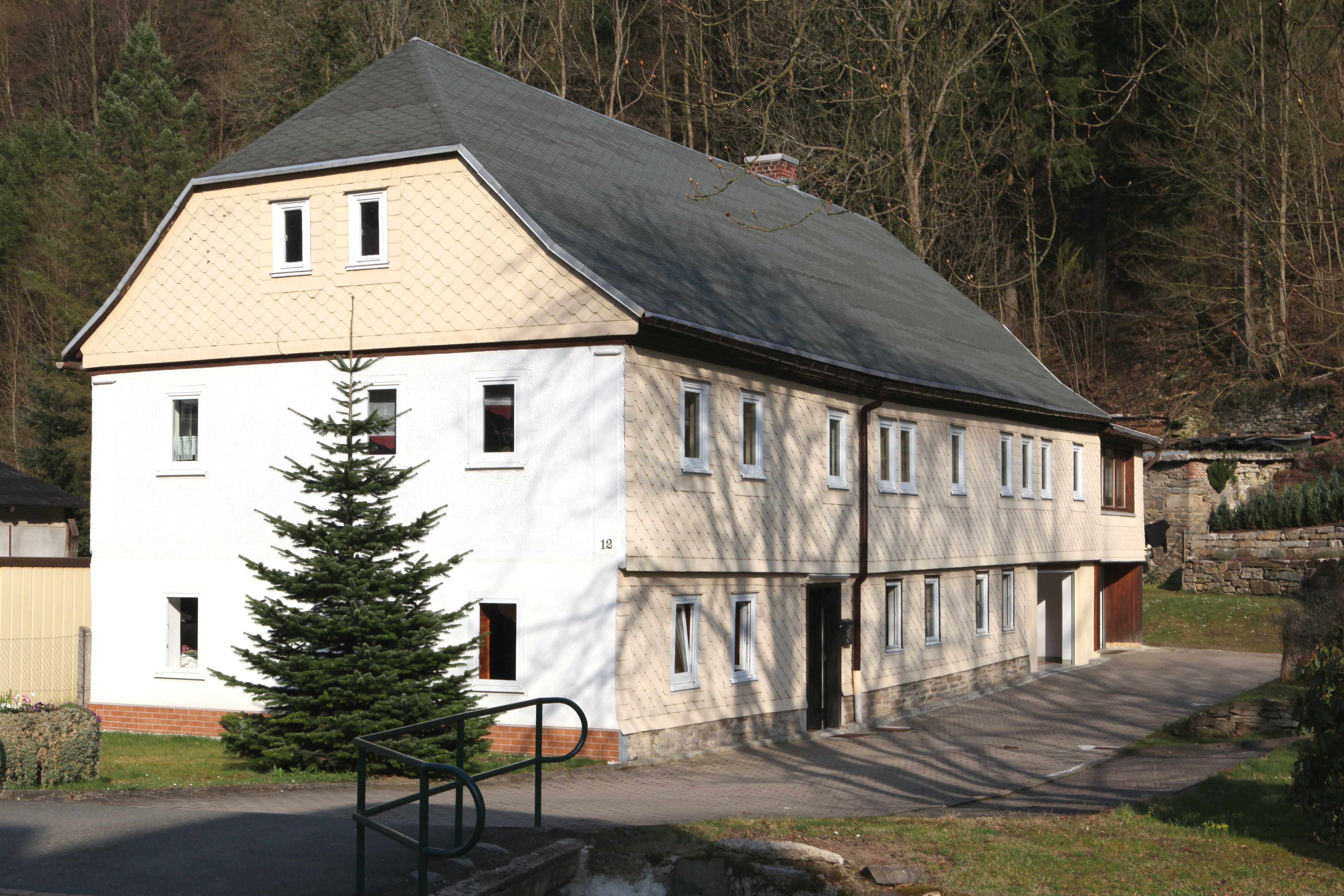